# Pierre Jurieu

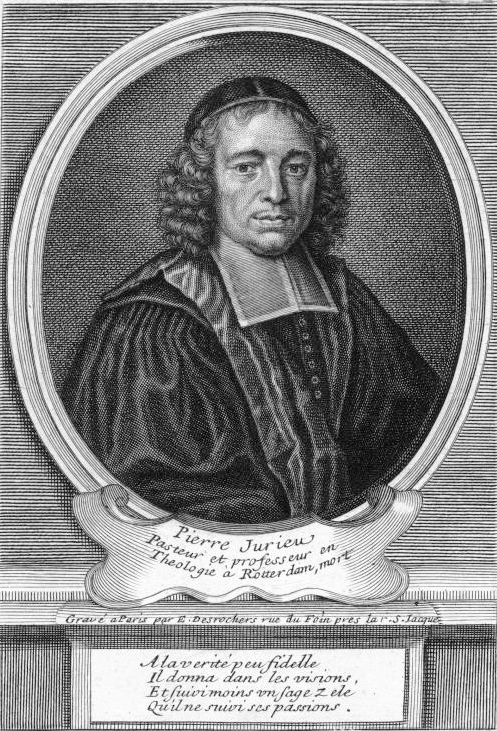
Pierre Jurieu.

Pierre Jurieu, född den 24 december 1637 i Mer, nära Blois, död den 11 januari 1713 i Rotterdam, var en fransk reformert teolog. Han var dotterson till Petrus Molinaeus.
Jurieu utgav 1674 Traité de la dévotion (22 upplagor på franska och 26 på engelska). Han kallades samma år till professor i teologi och hebreiska vid Sedans universitet, där han utgav försvarsskrifter för de reformerta mot romersk-katolska angrepp. Då universitetet 1681 stängdes, mottog Jurieu kallelse till en professur i teologi och ett pastorat i Rotterdam. Där blev han ett stöd för de franska hugenotter, som efter upphävandet av nantesiska ediktet, 1685, sökte en tillflyktsort i Holland. Bland den mängd skrifter Jurieu utgav där, mest stridsskrifter mot romersk katolicism och socinianism samt mot vad han såg som oriktiga uppfattningar inom den reformerta kyrkan, ådrog sig hans Accomplissement des prophéties (1686) stor uppmärksamhet. I detta arbete visar han sig vara påverkad av den svärmiska rörelse, som hugenottförföljelserna i Frankrike framkallat. Då freden i Rijswijk slöts, 1697, sökte Jurieu förgäves intressera de protestantiska regeringarna för Frankrikes hugenotter. År 1704 utgav han sitt sista arbete av mera betydenhet: Histoire critiqne des dogmes et des cultes.